# 新华街街道 (张家口市)
新华街街道，是中华人民共和国河北省张家口桥西区下辖的一个乡镇级行政单位。

## 行政区划
新华街街道下辖以下地区：
西豁子社区、华新园社区、新华街社区、北瓦盆窑社区、南瓦一社区、南瓦二社区、新华苑社区和金鼎社区。